# Rääbise
Rääbise är en ort i Estland. Den ligger i kommunen Torma vald och landskapet Jõgevamaa, i den centrala delen av landet, 130 km sydost om huvudstaden Tallinn. Rääbise ligger 105 meter över havet och antalet invånare är 109.
Terrängen runt Rääbise är platt. Runt Rääbise är det glesbefolkat, med 11 invånare per kvadratkilometer. Närmaste större samhälle är Jõgeva, 15,3 km väster om Rääbise. Omgivningarna runt Rääbise är en mosaik av jordbruksmark och naturlig växtlighet.
Trakten ingår i den hemiboreala klimatzonen. Årsmedeltemperaturen i trakten är 2 °C. Den varmaste månaden är juli, då medeltemperaturen är 16 °C, och den kallaste är februari, med −12 °C.